# Douglas Bravo
Douglas Ignacio Bravo Mora (Cabure, Falcón; 11 de marzo de 1932-Coro, Falcón; 31 de enero de 2021) fue un político venezolano, parte del Partido de la Revolución Venezolana y líder guerrillero considerado el máximo jefe de las Fuerzas Armadas de Liberación Nacional (FALN) en las décadas de los 60 y 70.
Fue entrenado en Cuba, donde tuvo contactos con el Che Guevara y fue posiblemente uno de los guerrilleros más reconocidos que ha tenido Venezuela.
Es considerado también un precursor ideológico de la Revolución bolivariana, siendo un nexo clave entre los grupos guerrilleros de izquierda con las fuerzas armadas desde 1957 junto a Teodoro Petkoff como parte del Partido Comunista (PCV) hasta la década de 1990 como parte del Movimiento Político Ruptura, y participando junto a estas en el primer intento de golpe de Estado del 4F, siendo mentor de Chávez, aunque luego rompiendo con él y considerando su gobierno una «dictadura legal», y oponiéndose también a Nicolás Maduro.

## Biografía

### Partido Comunista de Venezuela
Douglas Bravo nació el 11 de marzo de 1932 en Cabure, estado Falcón. Ingresó al Partido Comunista de Venezuela (PCV) en 1946, a los 14 años de edad. Allí conoció la tesis de que había que insertarse en las fuerzas armadas de Venezuela para lograr sus objetivos políticos.  Douglas Bravo, Teodoro Petkoff y Eloy Torres fueron los encargados de contactar a las fuerzas armadas de Táchira en 1957. Terminó siendo expulsado del PCV en 1965.

### Frente Guerrillero José Leonardo Chirinos
El 15 de marzo de 1962 fundó el Frente Guerrillero José Leonardo Chirinos en la sierra de Falcón, y como comandante combatió con intermitencias contra el ejército durante el gobierno de Rómulo Betancourt. A este frente pertenecieron Teodoro Petkoff, José Manuel Saher (alias Chema), Domingo Urbina (primo del asesino del presidente Carlos Delgado Chalbaud) y Alí Rodríguez Araque, entre otros.

### Partido de la Revolución Venezolana
A partir de marzo de 1966 dirige el Partido de la Revolución Venezolana (PRV) a raíz de una división del PCV el 23 de abril de 1966 como fracción disidente integrada principalmente por combatientes del Frente Guerrillero José Leonardo Chirinos que operaba en el estado Falcón y del Frente Guerrillero Simón Bolívar del estado Lara con la finalidad de dar continuidad a la lucha armada antigubernamental bajo la dirección de Bravo.

### Fuerzas Armadas de Liberación Nacional
El brazo armado del PRV, conocido como Fuerzas Armadas de Liberación Nacional continuó la lucha armada en Venezuela fusionándose con el Movimiento de Izquierda Revolucionaria (MIR), fracción disidente izquierdista de Acción Democrática, conformando ambas organizaciones el Frente de Liberación Nacional, abreviado todo como FALN-FLN.

### Movimiento Político Ruptura
En años posteriores formó el Movimiento Político Ruptura como fachada legal del PRV-FALN-FLN, que fue dirigido por su segunda esposa Argelia Melet y por el profesor Ángel Márquez.

### Intentos de golpe de Estado contra CAP
El PRV-FALN alcanzó cuadros militares de importancia como producto de su infiltración en las Fuerzas Armadas venezolanas. Entre ellos se puede señalar a Hugo Chávez, quien formó parte del PRV hasta 1986 cuando se separó totalmente y organizó el Movimiento Bolivariano Revolucionario 200 (MBR-200). 
Bravo estuvo vinculado con los fallidos golpes de Estado izquierdistas del 4 de febrero y 27 de noviembre de 1992, razón por lo cual la DISIP, servicio de inteligencia venezolano, lo detuvo y presentó en tribunales militares, siendo indultado al año siguiente. 
En la década de los noventa Bravo organizó el Frente Patriótico, fachada legal del PRV reuniendo personalidades importantes para confrontar al Gobierno de Carlos Andrés Pérez. Esta organización desapareció después de la salida del presidente Pérez en mayo de 1993.

### Tercer Camino
Fue líder del movimiento Tercer Camino, evolución del PRV-FALN ya disuelto, enfocándose como intelectual y ensayista. En esta época rompió con Chávez. Su actividad política fue muy escasa si se le compara con otros como Teodoro Petkoff.

## Posición política
Bravo se distanció de la Revolución cubana, argumentando que Fidel Castro traicionó la lucha por la independencia y la soberanía de los pueblos del mundo al convertirse en un peón de la Unión Soviética durante la Guerra Fría y al considerar que el modelo soviético era dictatorial.
Desde la asunción del poder en 1999 del chavismo, mostró sus críticas tanto a los gobiernos de Hugo Chávez y Nicolás Maduro. Declaró en 2005 que Chávez «se cree el único revolucionario, quiere concentrar de manera absoluta los poderes», que su gobierno era una «dictadura legal», y que «el mayor defecto de Chávez como jefe de Estado, es no saber manejar la disidencia», afirmando después que nadie «destruyó tanto a Venezuela como el gobierno de Chávez y Maduro».

## Vida personal
Estuvo casado con Argelia Melet. Sus hijos son: Adriana Bravo Melet, Argelia Bravo, Andreína Bravo Melet y Federico Bravo Melet.

## Obras
- Documento de la montaña
- Carta al Comité Central
- Insurrección Combinada
- Amplio Teatro de Operaciones
- Nueva Etapa Operativa
- La Cuestión Continental
- El Viraje Táctico
- Una Nueva Experiencia
- Problemas Militares
- La otra crisis, la otra vía
- Tercer Camino

## En la cultura popular
El poeta chileno Pablo de Rokha le dedicó un poema que fue publicado póstumamente en su libro Obras inéditas (1999).